# 边缘似然
在统计学中， 边缘似然函数（marginal likelihood function），或积分似然（integrated likelihood），是一个某些参数变量边缘化的似然函数（likelihood function） 。在贝叶斯统计范畴，它也可以被称作为 证据 或者 模型证据的。

## 概念
给出一组 独立同分布的数据点{\displaystyle \mathbb {X} =(x_{1},\ldots ,x_{n}),}, {\displaystyle x_{i}\sim p(x_{i}|\theta )}, 其中θ 是一个通过分布描述的 随机变量，即 {\displaystyle \theta \sim p(\theta |\alpha ),} 概率{\displaystyle p(\mathbb {X} |\alpha )} ， 其中θ是边缘分布(积分结果):
{\displaystyle p(\mathbb {X} |\alpha )=\int _{\theta }p(\mathbb {X} |\theta )\,p(\theta |\alpha )\ \operatorname {d} \!\theta }
上述定义是在贝叶斯统计范畴给出的。在经典的(频率派)的统计学中，边缘似然这一概念产生于联合参数θ=(ψ,λ)，其中 ψ 是我们关心的实际参数，λ是一个不关心的冗余参数。 如果λ服从概率分布，那么通常可以通过边缘化λ来考虑ψ的似然函数：
{\displaystyle {\mathcal {L}}(\psi ;\mathbb {X} )=p(\mathbb {X} |\psi )=\int _{\lambda }p(\mathbb {X} |\lambda ,\psi )\,p(\lambda |\psi )\ \operatorname {d} \!\lambda }
不幸的是，边缘似然一般很难计算。只有在边缘化输出参数是数据分布的共轭先验的情况下, 很少的一部分分布的可以得到确切解。在其他情况下，需要通过一些数值积分方法得到，无论是通用的法如 高斯求积或蒙特卡洛方法，或一种统计问题的专用方法，例如拉普拉斯方法, 吉布斯/梅特罗波利斯采样，或者最大期望算法。
在贝叶斯的范畴内，这等价于数据点的先验预测分布。

## 应用

### 贝叶斯模型比较
在贝叶斯模型比较，被边缘化的变量的参数用于特定类型的模型，其余可变标识的的模型本身。 在这种情况下，边缘似然是数据点由模型给出的概率，而不是假设的任何特定的模型参数。 用θ表示模型参数，模型M的边缘似然是
{\displaystyle p(x|M)=\int p(x|\theta ,M)\,p(\theta |M)\,\operatorname {d} \!\theta }
它是在这一背景下，术语模型证据是一种常见表达。这一数量是重要的，因为后验几率比为一个模型M1 针对另一个模型M2 的比率边缘似然，称为贝叶斯因子:
{\displaystyle {\frac {p(M_{1}|x)}{p(M_{2}|x)}}={\frac {p(M_{1})}{p(M_{2})}}\,{\frac {p(x|M_{1})}{p(x|M_{2})}}}
它可以表示成如下形式
后验几率 =先验几率× 贝叶斯因子